# 2024年11月

## 11月1日
- 朝鮮外務相崔善姬表示，朝鮮正式派兵前往俄羅斯並參與俄烏戰爭。[1]
- 在博茨瓦纳执政长达58年的博茨瓦纳民主党在2024年博茨瓦纳大选中落败，民主变革之伞領袖杜马·博科成為新任博茨瓦納總統。[2][3]
- 基圖勒·金迪基（英语：Kithure Kindiki）就任肯尼亞副總統。[4]
- 塞爾維亞諾維薩德諾維薩德車站的混凝土簷篷倒塌到下方繁忙行人路上，造成14人死、3人傷[5]。

## 11月2日
- 在英國保守黨黨魁選舉中當選保守黨首位非裔黨魁。[6]
- 韓國電競隊伍T1在英國倫敦舉行的英雄联盟2024赛季全球总决赛中3比2击败中国电竞队伍Bilibili Gaming，夺得隊史第五个总冠军，韓國電競選手Faker当选决赛MVP。[7]

## 11月3日
- 摩爾多瓦總統瑪雅·桑杜以55%得票率在第二輪總統選舉中取得連任。[8]
- 印度尼西亞弗洛勒斯島的勒沃托比火山噴發。[9]

## 11月4日
- 乌克兰方面表示乌军在库尔斯克州与朝鲜援军交火。[10]

## 11月5日
- 美國總統選舉由共和黨籍前總統唐納·川普獲勝。[11]
- 以色列總理內塔尼亞胡解除約阿夫·加蘭特的國防部長職務，由伊斯雷尔·卡茨接任。[12]
- 卡塔爾舉行2024年卡塔爾修憲公投（英语：2024 Qatari constitutional referendum），同意廢除協商會議議員選舉，改為任命制。[13]
- 帕勞舉行2024年帛琉總統選舉（英语：2024 Palauan general election）。12日公佈結果，现任总统惠恕仁击败前总统小湯米·雷蒙傑索，赢得第二个任期。[14]

## 11月6日
- 德國總理奧拉夫·朔爾茨解除自由民主黨黨首克里斯蒂安·林德納的財政部長職務，導致聯合政權垮台，將於2025年3月底提前舉行眾議院選舉。[15]

## 11月7日
- 印度尼西亞弗洛勒斯島的勒沃托比火山再次噴發。[16]
- 荷蘭阿姆斯特丹舉行的歐洲足協歐霸盃比賽中，以色列球隊特拉維夫馬卡比足球會與荷蘭球隊阿積士足球會交鋒，賽後特拉維夫馬卡比球迷遭遇多次襲擊，造成至少30人傷[17]。

## 11月9日
- 日本公明党通过临时党代会，一致同意让国土交通大臣齐藤铁夫出任党代表（黨首）。[18]
- 印尼勒沃托比火山于当地时间凌晨4点再次喷发。[19]
- 巴基斯坦俾路支省一处火车站发生爆炸，造成14名军人和12名平民伤亡；俾路支解放军对此负责。[20]
- 纽约南区联邦地区法院起诉三名密谋按伊朗指示刺杀特朗普的男子，其中两名已被拘留。[21]
- 墨西哥中部城市克雷塔罗一间酒吧发生枪击案，至少10人死亡。[22]

## 11月10日
- 毛里求斯舉行2024年毛里求斯議會選舉（英语：2024 Mauritian general election），執政聯盟大勝。[23]
- 海地總理加里·科尼耶被解職，換上阿利克斯·迪迪埃·菲爾斯-艾梅。[24]

## 11月11日
- 日本自由民主黨總裁石破茂經國會指名選舉後留任內閣總理大臣。[25]
- 日本眾議院選出額賀福志郎連任議長，玄葉光一郎任副議長。[26]
- 日本參議院議長尾辻秀久因健康原因辭職，由關口昌一（日语：関口昌一）接任。[27]
- 中国珠海市发生驾车撞人事件，造成35人死亡、43人受伤，肇事司机自刎未果。[28]
- 阿布哈茲爆發反對阿布哈茲—俄羅斯投資協議和阿布哈茲總統阿斯蘭·布扎尼亞的抗議[29][30]。

## 11月12日
- 韓國首爾同德女子大學爆發反對男女共學的示威。[31]

## 11月13日
- 由于以色列在巴勒斯坦和黎巴嫩战争中的罪行，土耳其总统埃尔多安表示土耳其与以色列正式断交[32]。
- 索馬利蘭舉行2024年索馬里蘭總統選舉，阿卜迪拉赫曼·穆罕默德·阿卜杜拉希當選。[33]
- 巴西首都巴西利亚三權廣場发生两起爆炸事件（英语：2024 Brasília attack），袭击者当场死亡。[34]

## 11月14日
- 斯里蘭卡舉行2024年斯里蘭卡議會選舉，國家人民力量獲絕對勝利。[35]

## 11月15日
- 阿布哈茲爆發反對與俄羅斯投資協定的抗議。抗議者佔領了蘇呼米的阿布哈茲議會，並要求總統阿斯蘭·布扎尼亞辭職。[36]
- 为期两天的亚太经合组织领导人峰会在秘鲁首都利马举行。[37]
- 韩国最大在野党共同民主党代表李在明因违反《公职选举法》被判处1年有期徒刑，缓刑2年。[38]
- 日本皇室成员三笠宫崇仁亲王妃百合子在东京去世，享年101岁。[39]
- 以色列空袭叙利亚首都大马士革，造成至少20人死亡。[40]

## 11月16日
- 法國檢方要求以貪污等罪名公審文化部長拉希妲·達狄與前日產汽車董事長卡洛斯·戈恩。[41]
- 《第二十条》获得第37届中国电影金鸡奖最佳故事片奖。[42]
- 中国江苏省宜兴市无锡工艺职业技术学院发生持刀伤人事件，8人死亡，17人受伤。[43]
- 日本北海道函馆线的森站到石谷信号场区间發生货运列车出轨事故，原因或系鐵軌腐蝕，线路到11月19日方才恢复运营。[44][45][46]

## 11月17日
- 塞內加爾舉行2024年塞內加爾議會選舉（英语：2024 Senegalese parliamentary election），塞内加尔争取工作、道德和博爱非洲爱国者取得大多數席位。[47]
- 黎巴嫩安全单位表示真主党主要发言人穆罕默德·阿菲夫（Mohammod Afif）在以色列空襲中身亡。[48]

## 11月18日
- 瓦努阿圖總統尼克尼克·武羅巴拉武解散瓦努阿圖議會。[49]
- 为期两天的二十国集团领导人峰会在巴西里约热内卢开幕。[50]
- 颱風萬宜侵襲菲律賓，至少造成8人死亡，2人受傷，並造成至少17,367美元損失。[51][52][53]

## 11月19日
- 阿布哈茲總統阿斯蘭·布扎尼亞辭職。[54]
- 烏茲別克斯坦總理阿卜杜拉·阿里波夫依照法律規定暫時辭職，並任代理直至新一屆內閣成立。[55]
- 印度尼西亞國會通過法案，雅加達將不再是首都，成為特別行政區，新首都為努山塔拉。[56]
- 香港西九龍裁判法院對民主派初選案被告進行判刑，其中「首要分子」戴耀廷被判10年監禁，其餘44名被告獲刑7年9個月至4年2個月不等。[57]
- 韓國水原地方法院以貪污公款等罪名起訴李在明。[58]

## 11月20日
- 馬里臨時總統阿西米·戈伊塔解除臨時總理邵格爾·可卡拉·麥加（英语：Choguel Kokalla Maïga）的職務。[59]
- 阿卜杜拉·阿里波夫連任烏茲別克斯坦總理。[60]
- 中国证监会科技监管司原司长、信息中心原主任，被称为“数字人民币之父”的姚前被开除党籍和公职。[61]
- 伊拉克开始全国范围内的人口普查，为期两天。[62]

## 11月21日
- 国际刑事法院对以色列总理本雅明·内塔尼亚胡、前国防部长约阿夫·加兰特和已被以色列方面宣布死亡的哈马斯高级将领穆罕默德·戴夫签发逮捕令，指控他们在以色列—哈馬斯戰爭期间犯下战争罪。[63]
- 在議會選舉結束後，社會民主黨金陶塔斯·帕魯克斯副黨魁被議會推舉為立陶宛總理。[64]
- 被唐納·川普指定為下一任司法部長的馬特·蓋茨因涉嫌與未成年人性交事端宣佈放棄該職位。川普隨後指定前佛羅里達州檢察長帕姆·邦迪任司法部長。[65]
- 阿卜杜拉耶·麥加（英语：Abdoulaye Maïga (officer)）任馬里臨時總理。[66]
- 一名来自俄罗斯人民友谊大学28岁的女教师安娜控诉在库尔斯克州11月12日夜间，4至5名朝鲜士兵在她睡觉时轮奸并虐待她，但因担心这些士兵有可能被遣返回朝鲜，她没有直接反抗。[67]
- 中国广东省珠海市拱北粤华路发生一起车辆冲撞行人事件，原因不明，伤亡未知。[68]

## 11月23日
- 南韓Mnet電視台主辦的MAMA大獎於美國洛杉磯杜比劇院和日本大阪巨蛋舉行，其中《SEVENTEENTH HEAVEN》、Supernova、Jimin和Seventeen分別贏得年度專輯、年度歌曲、年度全球偶像（英语：MAMA Award for Worldwide Icon of the Year）和年度藝人（英语：MAMA Award for Artist of the Year）[69]。
- 婁燁執導電影《一部未完成的电影》獲得第61屆金馬獎最佳劇情片獎，《鬼才之道》以5項大獎成為最大贏家[70]。
- 巴基斯坦与阿富汗接壤的开伯尔-普什图省发生伊斯兰教教派冲突，已致44人死亡。[71]

## 11月24日
- 亞曼杜·奧爾西當選烏拉圭總統。[72]
- 羅馬尼亞舉行2024年羅馬尼亞總統選舉第一輪投票。[73]
- 紅牛車隊荷蘭車手在拉斯維加斯大獎賽取得第五名，提前兩輪奪得2024年世界一级方程式锦标赛車手總冠軍，取得四連冠。[74]
- 2024年世界棒球12強賽決賽於日本東京巨蛋舉行，最終由中華台北隊击败日本隊獲得冠軍[75]。

## 11月25日
- 朱巴蘭舉行總統選舉，阿赫邁德·穆罕默德·伊斯蘭（英语：Ahmed Mohamed Islam）成功連任。[76]
- 一架DHL貨機在立陶宛維爾紐斯機場降落時墜毀，造成1人死亡，3人受傷[77]。

## 11月26日
- 日本艾普斯龙运载火箭的发动机再次在燃烧试验中爆炸。[78]

## 11月27日
- 納米比亞舉行2024年納米比亞大選，納米比亞人組黨候选人內通博·南迪-恩代特瓦以57%的选票当选，是该国第一位女总统[79]。
- 以色列与黎巴嫩真主党签署的永久停战协议正式生效，标志着持续11个月的冲突正式结束。[80]
- 檢方在國際刑事法庭就羅興亞人種族滅絕一事申請逮捕緬甸軍方總司令敏昂萊。[81]
- 中華人民共和國與美國進行第二輪囚犯交換行動，雙方互換三名被拘押公民。美國並下調對中國的旅遊警示[82]。

## 11月28日
- 中共中央军委委员、中央军委政治工作部主任苗华因涉嫌违纪，被停职检查。[83]

## 11月29日
- 愛爾蘭舉行2024年愛爾蘭議會選舉（英语：2024 Irish general election）。共和黨與愛爾蘭統一黨聯盟獲勝。[84]
- 英國運輸大臣路易斯·黑格（英语：Louise Haigh）因曾經報假警辭職，由海蒂·亞歷山大接任。[85][86]
- 恩戈齊·奧孔約-伊衞拉連任世界貿易組織秘書長。[87]
- 敘利亞反對派在27日發動軍事攻勢，反擊在阿勒頗省的政府軍。[88]
- 《12.12：首爾之春》在第45届青龙电影奖獲得最優秀作品獎，《破墓》贏得最多獎項[89]。
- 中国大陆主旋律电影《孤星计划》开启预售，当日突破1000万票房。

## 11月30日
- 冰島舉行2024年冰島議會選舉（英语：2024 Icelandic parliamentary election）。社會民主聯盟為最大黨但不過半。[90]
- 越南國會通過法案，自2025年起撤销承天-顺化省，设置中央直轄市順化市。[91]
- 喬治亞政府因涉嫌大選舞弊以及推遲加入歐盟進程而引起大規模示威[92]。
- 南韓Kakao娛樂於迎仕柏綜藝館舉辦第16屆甜瓜音樂獎，最終aespa拿下年度歌曲、年度專輯、年度藝人大賞，而(G)I-DLE拿下年度製作大賞[93]。
- 以3:1战胜，夺得2024年南美自由盃冠军。[94]
- 在2024年納米比亞大選中，执政党納米比亞人組黨候选人內通博·南迪-恩代特瓦以57%的选票当选为该国下一任总统，同时也是该国第一位女总统。[95]